# 스쿨 오브 락 (뮤지컬)
《뮤지컬 스쿨 오브 락》 (Musical School of Rock)은 2003년 개봉한 미국영화 <스쿨 오브 락>을 기반으로 제작된 뮤지컬이다. '오페라의 유령', '캣츠' 등으로 유명한 '뮤지컬 거장' 앤드루 로이드 웨버가 영화를 본 후 제작사 '파라마운트 픽처스'와 7년간 협상을 거친 뒤 뮤지컬 권리를 얻어냈다. 한국에서는 6월 샤롯데시어터에서 월드투어로 공연될 예정이다.

## 2024 월드 투어
2024년에 앤드루 로이드 웨버의 스쿨 오브 락이 월드투어를 시작했다.   일본,스페인,대한민국,중국 총 4개국을 돈다.